# Mémoires de la Société dunkerquoise pour l'encouragement des sciences, des lettres et des arts
Mémoires de la Société dunkerquoise pour l'encouragement des sciences, des lettres et des arts est une revue spécialisée dans l'étude de la ville de Dunkerque (Nord) et de sa région (son Histoire, sa géologie, sa faune et sa flore, etc.).
La revue est publiée par la Société dunkerquoise pour l'encouragement des sciences, des lettres et des arts, créée en 1851. Ce nom est souvent abrégé en Société dunkerquoise.

## Publications

### 1856
- Notice sur une découverte de médailles à Wormhout. par Louis Cousin, p. 352 à 355 (lire en ligne sur Gallica).

### 1858
Au sommaire de ce volume se trouve notamment l'article :
- Chronique de l'abbaye des dames de Saint-Victor, dite du nouveau cloître à Bergues. par M. A. Bonvarlet, année 1857, publié en 1858 (lire en ligne sur Gallica).

### 1861-62 (huitième volume)
Au sommaire de ce volume se trouve notamment l'article :
- Fragments historiques sur les Pères Récollets de Cassel. par P.-J.-E. De Smyttere, 1861, Dunkerque, pages 294-326 (lire en ligne sur Gallica).

### 1862-64 (neuvième volume)
Au sommaire de ce volume se trouve notamment l'article :
- Note sur les Brochery, Graveurs à Dunkerque, et sur une carte de l'ancien diocèse d'Ypres, par Raymond de Bertrand,, 1862-1864, page 65 (lire en ligne sur Gallica).

### 1875-76 (vingtième volume)
Au sommaire de ce volume se trouve notamment les articles :
- Essai sur le classement des animaux qui vivent sur la plage et dans les environs de Dunkerque. par M. O. Terquem, ancien pharmacien, 1875 (lire en ligne (page 146) sur Gallica) (republié également à Paris).
- Le trésor de Ledringhem (or gaulois). par M. Jérémie Landron, Membre résidant, page 252 (lire en ligne sur Gallica).

### 1896 (vingt-neuvième volume)
Au sommaire de ce volume se trouve notamment l'article :
- Monographie de la commune de Ledringhem. par M. Blomme, présentée au concours de la Société Dunkerquoise en 1895 (lire en ligne (page 86) sur Gallica).

### 1905 (quarante et unième volume)
Au sommaire de ce volume se trouve notamment l'article :
- Chronique de Steene. par Albert Jannin, pp. 69-212 (lire en ligne (page 69) sur Gallica).